# Gedragsactivatie
Gedragsactivatie is een derde generatie gedragstherapie en richt zich niet op verandering van de uiterlijke vorm van het probleemgedrag, maar op verandering van de functie die het probleemgedrag heeft in het leven van de cliënt, net als de andere derdegeneratiegedragstherapieën (zoals Acceptance and Commitment Therapy en mindfulness). Gedragsactivatie is als behandelvorm gebaseerd op het behaviourisme van B.F. Skinner, oftewel de gedragsanalyse. Gedragsactivatie is een vorm van gedragstherapie die effectief is gebleken bij met name klinische depressie en fobieën.

## Theoretische achtergrond
Gedragsactivatie is oorspronkelijk bedacht door Lewinsohn. De theorie achter gedragsactivatie is uitgebreid beschreven door Ferster. In de jaren 80, tijdens de grote cognitieve revolutie, verdween gedragsactivering op de achtergrond. Tot Jacobson een grote 'ontmantelingsstudie' opzette  Hierin ging hij systematisch na in hoeverre de verschillende componenten uit de cognitieve gedragstherapie (volgens Beck) voor depressie een meerwaarde boden. Uit deze studie bleek dat met name de gedragsmatige componenten van invloed zijn op het therapieresultaat. De cognitieve elementen bleken geen extra effecten op te leveren. Gedragsactivatie was in dat onderzoek feitelijk een soort 'uitgeklede' cognitieve gedragstherapie die bestaat uit elementaire gedragsmatige interventies. Sindsdien wordt gedragsactivatie weer ernstig genomen en kende het een eigen ontwikkeling. Nieuwe studies, met sterker uitgewerkte vormen van gedragsactivatie toonden aan dat de effecten zelfs veel sterker zijn dan die van cognitieve therapie.

## Werkwijze
Binnen de gedragsanalyse wordt samen met de cliënt onderzocht wat de belonende en bestraffende gevolgen zijn van probleemgedrag. In technische termen heet dit het maken van een functionele analyse. Vervolgens wordt door middel van geleidelijke gedragsmodificatie gewerkt aan het verkrijgen van alternatieve beloningen.